# Šu
Šu je egipatski bog zraka i atmosfere. Sin je Raa, Amona-Ra ili Atuma. Njegovo ime se povezuje s riječima "suša" i "ogoljen", a znači "onaj koji se uzdiže". Prikazivan je kao čovjek s perom ili krunom na glavi.

## Opis i mitovi
Nastao je tako da ga je Ra izbacio kihanjem. Ra je ispljunuo njegovu sestru Tefnut, božicu vlage. Kao maleni su se izgubili u vodama oceana Nuna, a Ra je poslao svoju kćer, njihovu sestru, Hator da ih vrati. Šu i Tefnut su se vjenčali. Sretno su vladali svemirom, ali ih je napala demonska zmija Apop. Šu i Tefnut su postali roditelji Geba i Nut. Šu ih je razdvojio, kad je stao među njih. Šu je personifikacija zraka, te je vrlo moćan. Zvali su ga sjevernim povjetarcem koji najavljuje Sunce. Oblaci su smatrani njegovim kostima.
Geb je bez Raovog odobrenja oženio Nut, svoju sestru. Zato je Ra naredio Šu da prekine vezu između Geba i Nut. Šu je to i učinio, kako se ne bi rodila Gebova djeca bez Raovog odobrenja. Ali Tot, bog Mjeseca i mudrosti, iskoristio je svoju moć i tako je Nut bila oplođena te je rodila četvero djece, božanske parove - Ozirisa, Izidu, Seta i Neftidu. U grčkoj mitologiji mu je sličan Atlant. Egipćani su vjerovali da daleko na obzoru postoje četiri stupa koji pomažu Šuu držati nebo - Nut. Šuu pomaže i Huh, bog vječnosti. Jednom se Tefnut naljutila na Šua i pobjegla u Nubiju gdje je ubijala sve živo. Ra je naredio Šuu i Totu da ju vrate, što su i učinili. Šu svake noći pomaže Rau, svom ocu, da svlada zmiju Apopa. Drugi bogovi koji pomažu su Geb, Selkis i Set.
Šu je smatran jednak bogovima Arensnufisu i Onurisu. Naime, Onurisova žena također ima glavu lavice te je došla iz Nubije.
Nisu poznati hramovi posvećeni Šuu, ali je u Denderi postojala "Šuova kuća".

## Vanjske poveznice
|  | Zajednički poslužitelj ima još gradiva o temi Šu |